# El DDT
El DDT (inicialment anomenada El DDT contra las penas) era una revista de còmics en castellà de l'editorial Bruguera que va començar a publicar-se el 1951. Inspirada en la revista argentina Rico Tipo (de Guillermo Divito), El DDT estava concebuda per a un públic adult, la qual cosa, a la pràctica, suposava escasses diferències amb la resta de les publicacions de l'editorial, més orientades cap al jovent: la censura de l'època permetia un marge de maniobra molt estret. Algunes al·lusions eròtiques diluïdes, sense sortir-se de la hipocresia imperant, van ser els seus trets distintius. A diferència d'altres revistes de l'editorial, concedia un gran interès a les seccions alienes a la historieta, sobretot humorístiques. Una de les seves aportacions va ser la secció fixa de texts humorístics Diàlogos para besugos (Diàlegs per a besucs), escrita per Armand Matias Guiu, que en castellà firmava Armando Matías Guiu.
Van col·laborar-hi alguns dels més importants autors de Bruguera, com Guillem Cifré i Figuerola, José Peñarroya, Carlos Conti, Vázquez, o el mateix director de l'editorial, Rafael González Martínez.

## Etapes
Primera
Durant la primera etapa de la revista, entre 1951 i 1965, es van publicar 712 números de periodicitat setmanal. Els primers 702 tenien 20 pàgines i la resta 28. El format va augmentar les dimensions a partir del número 703 i s'hi va afegir l'etiqueta "Revista para adultos". El nom de la revista va prescindir de l'article, passant a anomenar-se només DDT
Segona
La segona etapa es va iniciar el 1965, amb el número 713, i es va prolongar fins al 1967 amb el número 795. Es va ampliar encara més el format, però va reduir el número de pàgines a 16. La periodicitat en aquesta segona etapa va passar a ser quinzenal.
Tercera
El 1967 DDT va tornar a ser un setmanari, començant així la tercera etapa, que es va prolongar fins al 1978, any en què la revista va desaparèixer definitivament.

## D'altres
Van existir tres revistes més de Bruguera associades a El DDT: Selecciones de Humor de El DDT (1956-1959) i Suplemento de historietas de El DDT (1959-1960), com també Súper DDT (1973-1981).